# 神坂次郎
神坂 次郎（こうさか じろう、1927年3月2日 - 2022年9月6日）は、日本の小説家。本名、中西久夫。三田文学会員。社団法人日本ペンクラブ理事。

## 経歴
1927年3月2日、和歌山県和歌山市出身。1943年4月、陸軍航空学校に入校し、鹿児島県知覧飛行場を経て、航空通信隊員として愛知県小牧飛行場で任務時に終戦を迎える。終戦に際し、日本陸軍の暗号書等の重要書類を処分する役目を荷った。書類を燃やしながら涙が止めどなく流れたと後に回想している。
戦後、故郷に帰り、株式会社淺川組の土木技師として24年間従事。 後に演劇関係の仕事に就き、長谷川伸と知り合い、時代小説を書き始める。1982年、『黒潮の岸辺』にて第2回日本文芸大賞受賞。1984年『元禄御畳奉行の日記』がベストセラーとなった。1987年、『縛られた巨人 南方熊楠の生涯』で第1回大衆文学研究賞（評伝部門）受賞。2002年南方熊楠賞、2003年長谷川伸賞を受賞した。
1992年の皇太子徳仁親王熊野行啓に際し、自著『熊野御幸』を2時間半に渡って進講。自らの特攻隊員としての体験や、地元和歌山の偉人を取り上げた作品を著した。
2022年9月6日、老衰のため和歌山市内で死去。95歳没。

## 著書
- 『かれいの砦』春陽堂書店 1966
- 『空を駆ける盗賊』春陽文庫 1966
- 『おれは豪傑』春陽文庫 1968
- 『黒潮のろまん』有馬書店、1971　「黒潮の岸辺」中公文庫
- 『草書本猿飛佐助』春陽堂書店 1972 のち中公文庫、ケイブンシャ文庫
- 『徳川家康 物語と史蹟をたずねて』成美堂出版 1976  のち文庫
- 『金谷上人行状記』成美堂出版 1976  「天馬空をゆく」新潮文庫、小学館文庫
- 『男いっぴき物語 南海色豪伝』光風社書店 1976  のち新潮文庫、徳間文庫
- 『紀州史散策』第1－5集 有馬書店 1976－82　  のち一部朝日文庫
- 『くろしおのくにの19のものがたり 和歌山県の民話』太平出版社(母と子の図書室) 1978
- 『熊野路』保育社カラーブックス 1978
- 『おかしな侍たち』（東京文芸社 1978年12月）のち河出文庫、徳間文庫、「奇妙な侍たち」中公文庫
- 『鬼打ち猿丸』多屋孫書店 1981　のち中公文庫
- 『花咲ける武士道』東京文芸社 1983　のち河出文庫
- 『元禄御畳奉行の日記 尾張藩士の見た浮世』中公新書、1984　のち文庫（改版）
- 『紀州流・恋のボディランゲージ』吉田弥左衛門 (田奈部豆本) 1985
- 『今日われ生きてあり』（新潮社 1985年7月）のち文庫（副題「知覧特別攻撃隊員たちの軌跡」）
- 『幕末を駆ける』（中央公論社 1985年11月）のち文庫
- 『紀州歴史散歩 古熊野の道を往く』創元社 1985
- 『秘伝洩らすべし』河出文庫 1986　のちケイブンシャ文庫
- 『江戸を駆ける』中央公論社 1986　のち文庫
- 『縛られた巨人 南方熊楠の生涯』（新潮社、1987　のち文庫）
- 『元禄武士学 武道初心集を読む』中央公論社 1987 のち文庫
- 『だまってすわれば 観相師・水野南北一代』新潮社 1988 のち文庫、小学館文庫
- 『戦国を駆ける』中央公論社 1988　のち文庫
- 『熊野路をゆく』編集工房ミトラ 1988
- 『黒鯨記』新人物往来社 1989
- 『討ちてしやまん物語』PHP文庫 1989
- 『天鼓鳴りやまず 北畠道竜の生涯』中央公論社 1989  のち文庫
- 『走れ乗合馬車（オムンボス） 由良守応の生涯』朝日新聞社 1989  のち文庫
- 『おかしな大名たち』中央公論社 1990 のち文庫
- 『今昔おかね物語』（新潮社 1990年8月）のち文庫
- 『狼』徳間文庫 1990
- 『掌のなかの顔 掌説集』新人物往来社 1991
- 『修羅を生きる』中央公論社 1991
- 『熊野風濤歌』徳間文庫 1991
- 『熊野御幸』（新潮社 1992年2月）「藤原定家の熊野御幸」角川文庫
- 『戯曲 元禄御畳奉行の日記』中央公論社 1992
- 『男この言葉 アウレア・ディクタの系譜』日本経済新聞社 1992 のち新潮文庫
- 『修羅に賭ける』プレジデント社 1993
- 『海の伽耶琴 雑賀鉄砲衆がゆく』徳間書店 1993　のち講談社文庫
- 『兵庫頭の叛乱』毎日新聞社 1993  のち新潮文庫
- 『男戦いの日々 海の彼方の八つの話』PHP研究所 1994
- 『熊野まんだら街道』新潮社 1994  のち文庫
- 『サムライたちの自由時間』毎日新聞社 1994  のち中公文庫
- 『地球上自由人』中央公論社 1994  のち文庫
- 『天馬の歌 ウォラートゥス松下幸之助』日本経済新聞社 1994  のち新潮文庫、PHP文庫
- 『およどん盛衰記 南方家の女たち』中央公論社 1994　のち文庫
- 『勝者こそわが主君』新潮社 1995　のち文庫
- 『『紀州政事草』を読む 吉宗が語る「享保の改革」の原点 リーダー学』プレジデント社 1995
- 『復讐党始末 天明群盗伝』角川書店 1995　のち徳間文庫
- 『特攻隊員の命の声が聞こえる 戦争、人生、そしてわが祖国』PHP研究所 1995 のち文庫
- 『サムライたちの小遣帳』新潮社 1996　のち文庫
- 『千人斬り』新潮文庫 1996
- 『剣談女談 対談集』PHP研究所 1996
- 『竜馬と伊呂波丸』毎日新聞社 1996
- 『波瀾万丈』新潮社 1997　「おれは伊平次」講談社文庫　（村岡伊平治を描く）
- 『海の稲妻 根来・種子島衆がゆく』日本経済新聞社 1998　のち講談社文庫
- 『神坂次郎集』リブリオ出版 (もだん時代小説第14巻) 1999
- 『猫男爵 バロン・キャット』小学館 (サライ・ブックス)2002　『猫大名』(改題)（中公文庫 2009年1月）
- 『特攻-還らざる若者たちへの鎮魂歌』PHP研究所 2003  のち文庫
- 『時空浴 熊野高野から』日本放送出版協会 2003
- 『南方熊楠の宇宙 末吉安恭との交流』四季社 2005
- 『特攻隊員たちへの鎮魂歌』PHP研究所 2005　のち文庫
- 『漂民ダンケッチの生涯』文藝春秋 2006　（小林伝吉を描く）

### 編著・共著
- 『紀州の方言』（編著）有馬書店 1970
- 『紀州いろは』梅田恵以子共著 ゆのき書房(ゆのき叢書) 1979
- 『紀州の伝説』中村浩・松原右樹共著 角川書店(日本の伝説39) 1979
- 『和歌山県人』（編）新人物往来社(日本人国記) 1982
- 『<熊野>太平記』梅原猛対談 創樹社 1992
- 『画家たちの「戦争」』福富太郎、河田明久、丹尾安典共著. 新潮社 (とんぼの本) , 2010.7